# Туристичка организација општине Аранђеловац
| Туристичка организација општине Аранђеловац |                                       |
|                                             |                                       |
| Оснивач:                                    | Општина Аранђеловац                   |
| Основана:                                   | 1994.                                 |
| Седиште:                                    | Књаза Милоша 267 · Аранђеловац Србија |
| Директор:                                   |                                       |
| Веб презентација                            | https://www.bukovickabanja.rs/        |

Туристичка организација општине Аранђеловац је једна од јавних установа општине Аранђеловац, основана 30. јуна 1994. године, трансформацијом Туристичког савеза у Туристичку организацију, ради уређивања и доприноса успешнијем пословању привреде, за обављање послова у функцији промоције и пропаганде туризма.
Туристичка организација обједињује туристичку понуду општине и промовише је на презентацијама, сајмовима туризма и преко медија.

## Делатност
У Туристичкој организацији се обављају послови:
- унапређења и промоције туризма
- подстицање програма изградње туристичке инфраструктуре и уређење простора
- координирање активности и сарадње између привредних и других субјеката у туризму који непосредно и посредно делују на унапређењу и промоцији туризма
- доноси годишњи програм и план промотивних активности у складу са Стратегијом промоције туризма, плановима и програмима ТОС-а.
- обезбеђивање информативно – пропагандног материјала којим се промовишу туристичке вредности општине, штампане публикације, аудио и видео промотивни материјал, интернет презентација, сувенири итд.
- прикупљање и објављивање информација о целокупној туристичкој понуди на својој територији, као и друге активности значајне за туризам
- организовање и учешће у организацији туристичких, научних, стручних, спортских, културних и других скупова и манифестација
- формирање туристичко – информативних центара за прихват туриста, пружање бесплатних информација туристима, прикупљање података за потребе информисања туриста, пружање бесплатних информација туристима, упознавање туриста са квалитетом туристичке понуде, упознавање надлежних органа са притужбама туриста и др.